# Joan Bertran (canonge)
Joan Bertran (Tarragona, segle xv - Tarragona, 1527) va ser un eclesiàstic català, canonge de la Seu de Tarragona.
Va ocupar el càrrec de Cambrer al Capítol de la catedral, càrrec que comportava el domini senyorial de la vila de Reus, ja que la mitra tarragonina tenia els drets de la castlania, i li permetia la residència al Castell del Cambrer i la jurisdicció sobre la totalitat de la senyoria i els delmes pel que fa al terme parroquial de la vila.
Les referències d'aquest canonge sobre la seva vida i el seu pas per la senyoria de Reus són mínimes. Andreu de Bofarull no el cita, i només en parla Josep Rius. Aquest franciscà diu que va prendre possessió del seu senyoriu reusenc el mes de maig de 1520 per mitjà d'un procurador, quan l'anterior Cambrer Guillem Beltran va ser nomenat bisbe de Sarno. Rius també li dona el títol de "clergue romà i comanador perpetu de la Cambreria de Tarragona", cosa que fa creure que no residia a la Seu tarragonina, sinó a Roma.
Es desconeix la data exacta de la seva mort, però el 5 de novembre de 1527 la Cambreria es considerava vacant, i la seva defunció s'hauria produït poc abans. Per una concessió del papa Climent VII, la Cambreria va quedar en mans de Berenguer de Cervelló, últim Cambrer senyor de Reus, ja que després d'ell, va desaparèixer la Cambreria i tots els drets que tenia van passar al Capítol de la catedral. Andreu de Bofarull inclou un Cambrer, Joan de Cardona, bisbe de Barcelona, que va prendre possessió de la Cambreria el novembre de 1527 a la mort de Joan Bertran i que va deixar-la quan Berenguer de Cervelló va ser nomenat pel càrrec pel papa Climent VIII. De fet, Joan de Cardona va ser nomenat Cambrer de la Seu de Tarragona pel Capítol quan aquest va saber la mort de Joan Bertran, però els reusencs van tancar els portals de la vila i no van deixar entrar el nou Cambrer, ja que no se sabia del cert si Bertran era viu o mort, i per esbrinar-ho van enviar uns delegats a Barcelona, on sabien que s'havia traslladat malalt.